# 第38SS擲弾兵師団
第38SS擲弾兵師団『ニーベルンゲン』（独: 38. SS-Grenadier-Division „Nibelungen“）は、武装親衛隊の38ある師団の1部隊である。部隊名のニーベルンゲンは、北欧神話におけるドワーフの英雄の血統を表している。師団シンボルもその神話にちなんで羽飾りのついたドワーフの兜となっている。ただし、この部隊シンボルは戦後の創作物であるという説も存在する。
この部隊は第二次世界大戦の終戦数週間前に急遽、士官候補生学校から編成された部隊である。
俳優のハーディ・クリューガーはアドルフ・ヒトラー・シューレ生徒だった当時、召集されて本師団に配属された。敵兵を撃つことを拒否したため死刑に処されそうになり、その代わりに直属の上官の伝令となったが、二度目の伝令任務の途上で逃亡を果たしている。

## 編成
師団は、1945年3月27日に、バート・テルツ(de:Bad Tölz)のSS士官学校(de:SS-Junkerschulen)の職員と生徒により編成された。部隊は当初、士官学校の名前であるSS士官学校バート・テルツ(SS-Junkerschule Bad Tölz) と名づけられる予定であったが、SS士官学校師団(SS-Division Junkerschule)となり、最終的には、士官学校の指揮官であるリヒャルト・シュルツ・コッセンスにより第38SS擲弾兵師団ニーベルンゲン(38. SS-Grenadier-Division  „Nibelungen“)と変更された。
師団の名前を冠していたが、部隊は旅団規模(約6000人)しかなかった。師団は、ライン川上流の黒い森地方のフライブルク近傍で編成された。
部隊は士官学校の人間から編成されたにもかかわらず、他の部隊の崩壊により、追加戦力を受け取った。これは、以下の部隊を含んでいた。SS「特別任務」SS長官護衛大隊(SS “special use” Begleit-Battaillon Reichführer-SS、1945年4月9日受領)、2つの国境警備大隊 (Zollgrenzschutz-Bataillon)、ノルト師団から兵士、プリンツオイゲン師団から(ドイツ民族で構成された)中隊、第30SS武装擲弾兵師団 （ロシア第2）から指揮官 (SS警察大隊ジークリンクとまとめて)、ヒトラーユーゲントメンバーにより構成されたいくつかの大隊。
最初の指揮官は、バート・テルツの士官学校とSS旅団ニーベルンゲンの司令部の士官であるリヒャルト・シュルツェ・コッセンスであった。4月12日には、マルティン・シュタンゲ（Martin Stange）に引き継がれた。(ハインツ・ラマーディングとカール・リッター・フォン・オーベルカンプは指揮官に指定されたがそのポストに付かなかった)。師団は2つの擲弾兵連隊(SS中佐マルクス・フォウルハーバーen:Markus Faulhaber指揮の第95SS擲弾兵連隊と、SS中佐ヴァルター・シュミットen:Walter Schmidt (SS officer)指揮下の第96SS擲弾兵連隊)を持っており、両者はSS旅団ニーベルンゲンから移管されたものである。第97SS擲弾兵連隊の形成も試みられたが、最終的に2個大隊の戦力にとどまった。師団の第38装甲猟兵大隊は、人員をプリンツオイゲン師団より、指揮官をノルト師団から提供を受けた。この大隊は4月15日に75mm砲（Pak39）を装備するヘッツァー（Jagdpanzer 38(t)）を約10輌受け取った。(大隊は、この師団が到着するまでの4月17日から24日までの間、ゲッツ・フォン・ベルリヒンゲン師団の配下にあった。)

## 任務
この師団は、1945年4月7日に緊急に編成された、この時、7個大隊の戦力しかなかった。部隊が戦闘の準備を整え終わったのが4月24日であった。この時、部隊は、ドナウ川沿いの前線を守っていた第13SS軍団に配備され、アメリカ軍と面した。部隊は、フォールブルクからケルハイムにわたる軍団の右翼を保持する支援を行った。師団は4月26日に新しい前線へ撤退した、その前線はドナウ川を越えて撤退するまでの27日まで保持していた。この時期、第26SS武装擲弾兵師団の軽砲兵大隊が合流した。4月28日から29日に強力な圧力の下、師団はイザール川を横切って撤退する準備のため、ランツフートに接近した。4月30日、部隊はアメリカ第14機甲師団と建物1つ1つの奪取を争う2時間の激戦の後、撤退した。翌日、師団はイザール川とイン川にはさまれた領域に撤退した。そこでは、支援攻撃部隊として存在していた、アメリカ第99歩兵師団と第14機甲師団の圧力を受けていた。また第33SS武装擲弾兵師団の訓練補充大隊からなる戦闘団が合流した。5月1日にはヴァッサーブルクまで、5月2日にはキームゼー湖、5月4日にはオーバーヴォイセンまで更に撤退した。師団は5月5日まで抵抗した後、5月8日にアメリカ軍に降伏した。

## 作戦地域
- 1945/04-1945/05 南ドイツ

## 部隊編成と指揮官
騎士鉄十字章受章者数：

構成人種：ドイツ人(士官学校職員と生徒、各種部隊の残兵)

### 部隊名の変遷
- 1945/04-1945/04 SS士官学校バート・テルツ(SS-Junkerschule Bad Tölz)
- 1945/04-1945/04 SS士官学校師団(SS-Division Junkerschule)
- 1945/04-1945/05 第38SS擲弾兵師団ニーベルンゲン(38. SS-Grenadier-Division  „Nibelungen“)

### 指揮官
- 1945/04/06 - 1945/04/09 SS中佐 リヒャルト・シュルツェ・コッセンス (Richard Schulze-Kossens)
- 1945/04/?? - 1945/04/?? SS中将 ハインツ・ラマーディング (Heinz Lammerding)
- 1945/04/?? - 1945/04/?? SS少将 カール・リッター・フォン・オーベルカンプ (Karl Ritter von Oberkamp)
- 1945/04/13 - 1945/05/08 SS大佐 マルティン・シュタンゲ（Martin Stange）

## 戦闘序列
- 1945年
  - SS第95擲弾兵連隊 (SS-Panzergrenadier-Regiment 95)
  - SS第96擲弾兵連隊 (SS-Panzergrenadier-Regiment 96)
  - SS第38砲兵連隊 (SS-Artillerie-Regiment 38)、SS砲兵教導連隊が前身
  - SS第38装甲猟兵大隊 (SS-Panzerjäger-Abteilung 38)、第6SS山岳師団の第6装甲猟兵大隊が前身
  - SS第38工兵大隊 (SS-Pioneer-Abteilung 38)、実態は小隊規模
  - SS第38対空砲大隊 (SS-Flak-Abteilung 38)
  - SS第38通信大隊 (SS-Nachrichten-Abteilung 38)、実態は小隊規模
  - SS第38訓練補充大隊 (SS-Ausbildung- und Ersatz-Abteilung 38)
  - SS警察大隊ジークリンク (SS-Polizei-Bataillon Siegling)
  - SS第38運営大隊 (SS-Wirtschafts-Bataillon 38)